# Kalush (музичка група)
Kalush (стилизовано великим словима) је украјинска реп група настала 2019. Групу чине оснивач и репер Олех Псијук, мултиинструменталиста Ихор Диденчук и ди-џеј Ем-си Килимен. Диденчук је такође члан електро-фолк бенда Go A. Група је представљала Украјину на Песми Евровизије 2022. са песмом Stefania, која је на крају проглашена најбољом песмом такмичења.

## Историја
Kalush је основан 2019. године и добио је име по Псијуковом родном граду Калушу, у Ивано-Франковској области. Први музички спот групе за песму Не маринуй објављен је на њиховом званичном Јутјуб каналу 17. октобра 2019. Режисер спота, Делта Артур, је режисер многих спотова украјинског репера Аљоне. Снимак је сниман на улицама Калуша, а уочи објављивања Аљона Аљона је то објавила на свом Инстаграм налогу.
Након објављивања њиховог другог музичког спота "Ти гониш" у новембру 2019. Kalush је потписао уговор о снимању са америчком хип-хоп издавачком кућом Def Jam Recordings. Дана 19. фебруара 2021. изашао је деби албум групе Hotin. Дана 23. јула 2021. Kalush заједно са репером Скофком објавили су други албум под називом Йо-йо.

### Kalush Orchestra
Kalush је 2021. најавио покретање паралелног пројекта „Kalush Orchestra“. За разлику од главног бенда, „Kalush Orchestra“ се фокусира на реп са народним мотивима и украјинском традиционалном музиком. Главним члановима Kalush-а придружили су се мултиинструменталисти Тимофиј Музичук и Виталиј Дужик.
Kalush Orchestra се 12. фебруара 2022. такмичио за право представљања Украјине на Песми Евровизије 2022. са песмом „Stefania“. У финалу националне селекције Видбир заузели су друго место са 14 бодова (шест од жирија и осам (максималних) од публике). Псијук је веровао да је због техничких потешкоћа до којих је дошло током гласања, Алина Паш погрешно изабрана за победницу. Упркос томе што је дошао на друго место, бенду је понуђена шанса да представља Украјину након повлачења Паш због контроверзи у вези са њеном историјом путовања на Крим . Kalush Orchestra је 22. фебруара прихватио понуду. Истог дана, украјински јавни емитер Суспилне објавио је званичне резултате гласања Видбир 2022, потврђујући да је Паш исправно изабрана за победницу, супротно Псијуковим тврдњама.